# João Mendes Geraldo
João Mendes Geraldo foi capitão-mor de uma bandeira. Sua família é descrita por Silva Leme no volume III de sua Genealogia Paulistana, na página 516.
Era juiz de órfãos em Parnaíba, onde casou com Maria Bicudo. Ali morreu deixando geração.
Levou em sua bandeira em 1645 Belchior de Borba, Antônio Barbosa, Bento Pires e Diogo Barbosa (irmãos de Domingos Barbosa Calheiros), João de Freitas, Manoel de Burgos, João Martins Bonilha, Antônio Dias de Moura, Manuel João, Francisco Barreto e seu irmão Sebastião Mendes Geraldo que morreu na jornada.
Partiram para capturar índios no sertão dos guaianás, tribo que habitava o rio Iguaçu entre o rio Paraná e o rio Uruguai, retornando em 1646.